# Bildad
Den här artikeln handlar om den bibliska personen, för en bildad person, se bildning.
Bildad från Sua var enligt Gamla testamentet en av Jobs tre vänner som kom för att trösta denne när han drabbades av olycka. Bildad håller tre tal (Job 8, 18 och 25), i vilka han framträder som en ytlig vältalare, som gentemot Job hela tiden åberopar traditionen från fäderna. Bildad ska ha härstammat från Sua, en stam som enligt 1 Mosebok 25:2 härstammade från Abrahams hustru Ketura.